# Erster Offizier (Deutsche Marine)
Bei der Deutschen Marine ist der Erste Offizier (IO, auch 1O, sprich: „Eins-Oh“) der erste Gehilfe und Stellvertreter des Kommandanten oder Kapitäns eines Kriegsschiffes; aber auch in der truppendienstlichen Hierarchie nach dem Kommandanten oder Kapitän der höchste Offizier an Bord.
Der IO leitet den inneren Dienst des Schiffes und regelt die Arbeitsroutine. Er hat nach der Wehrdisziplinarordnung der Bundeswehr in der Regel die Disziplinarbefugnis eines Kompaniechefs (Stufe 1). Der IO ist Vorgesetzter aller Besatzungsangehörigen mit Ausnahme des Kommandanten. Der Kommandant selbst ist Disziplinarvorgesetzter des IO und somit nächsthöherer Disziplinarvorgesetzter der Besatzungsmitglieder mit der Disziplinarbefugnis eines Bataillonskommandeurs (Stufe 2). Somit ist gewährleistet, dass auch bei längerer Seefahrt immer der nächsthöhere Disziplinarvorgesetzte für die meisten Disziplinarfälle als Beschwerdeinstanz vor Ort ist. 
Im Unterschied zu einem Schiff haben Boote keinen IO. Dort übt der Kommandant die Disziplinarbefugnis der Stufe 1 aus.